# Cavallino della Giara
Il cavallino della Giara  (acheta, akkètta, cuaddeddu in lingua sarda) è una razza endemica della Sardegna, confinata nell'altopiano della Giara di Gesturi, dove vive allo stato brado.

## Origini
L'origine di questo cavallo è incerta, alcuni studiosi sostengono che discenda da equini africani importati dai naviganti Fenici o Greci nel V-IV secolo a.C. Secondo altri era già stato addomesticato dalle popolazioni nuragiche un millennio prima e sarebbe quindi un discendente del cavallo selvatico presente in Sardegna già dal Neolitico e del quale sono stati rinvenuti fossili del 6000 a.C. circa.

## Habitat e distribuzione

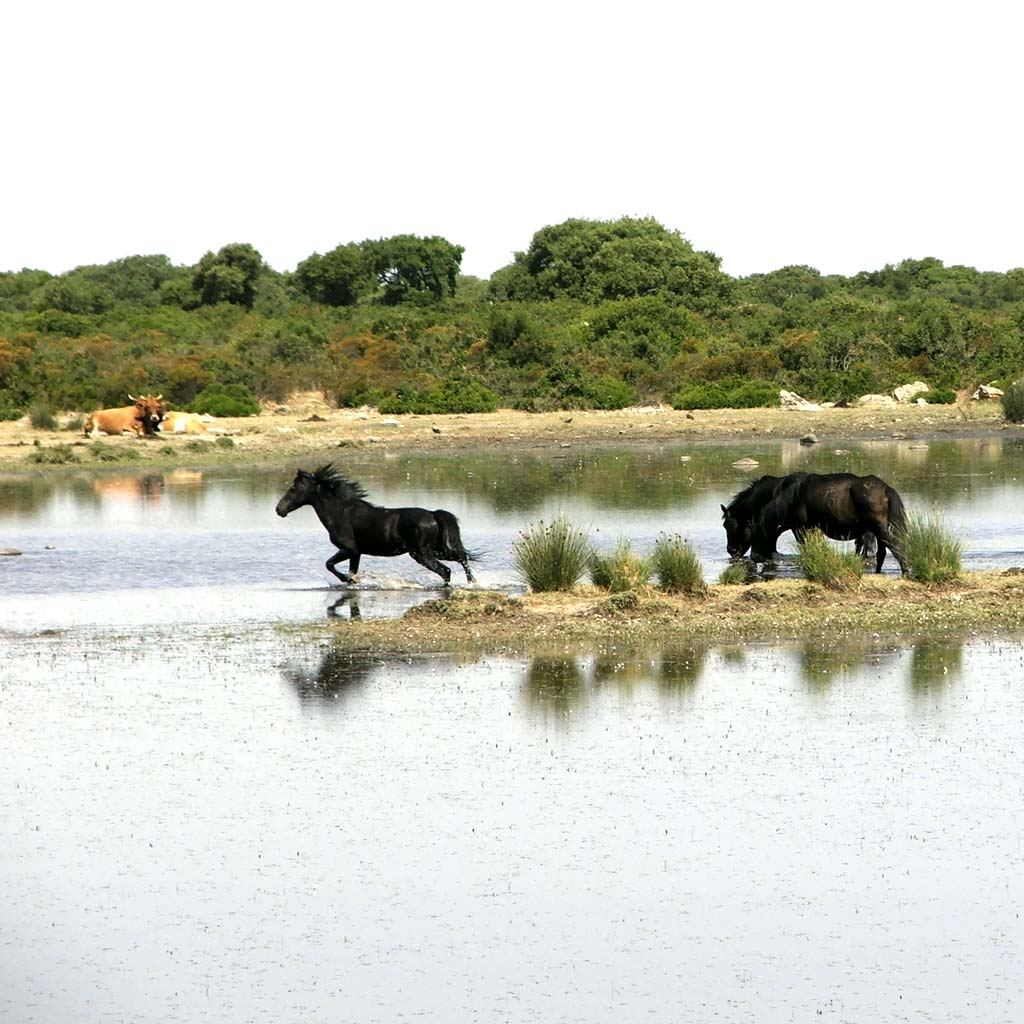
Due cavallini

Il cavallino era diffuso allo stato selvatico in tutta la Sardegna almeno fino al Tardo Medioevo mentre ora si trova solamente nell'altopiano della Giara, da cui prende il nome, in circa 600 esemplari. Le caratteristiche dell'altopiano, con un'altitudine che varia dai 500 ai 600 metri sul livello del mare e le pareti scoscese hanno isolato completamente i branchi rimasti garantendone la conservazione della tipicità della razza.
Alcuni esemplari si trovano anche sul monte Arci, nella riserva naturale di capo Caccia ad Alghero e a Foresta Burgos, dove nel 1971, l'Istituto di incremento ippico di Ozieri ha creato un centro di allevamento e di ripopolamento . I cavallini della Giara venivano usati fino agli anni cinquanta per la trebbiatura del grano in Sardegna prima che venissero soppiantati dalle trebbiatrici meccaniche.

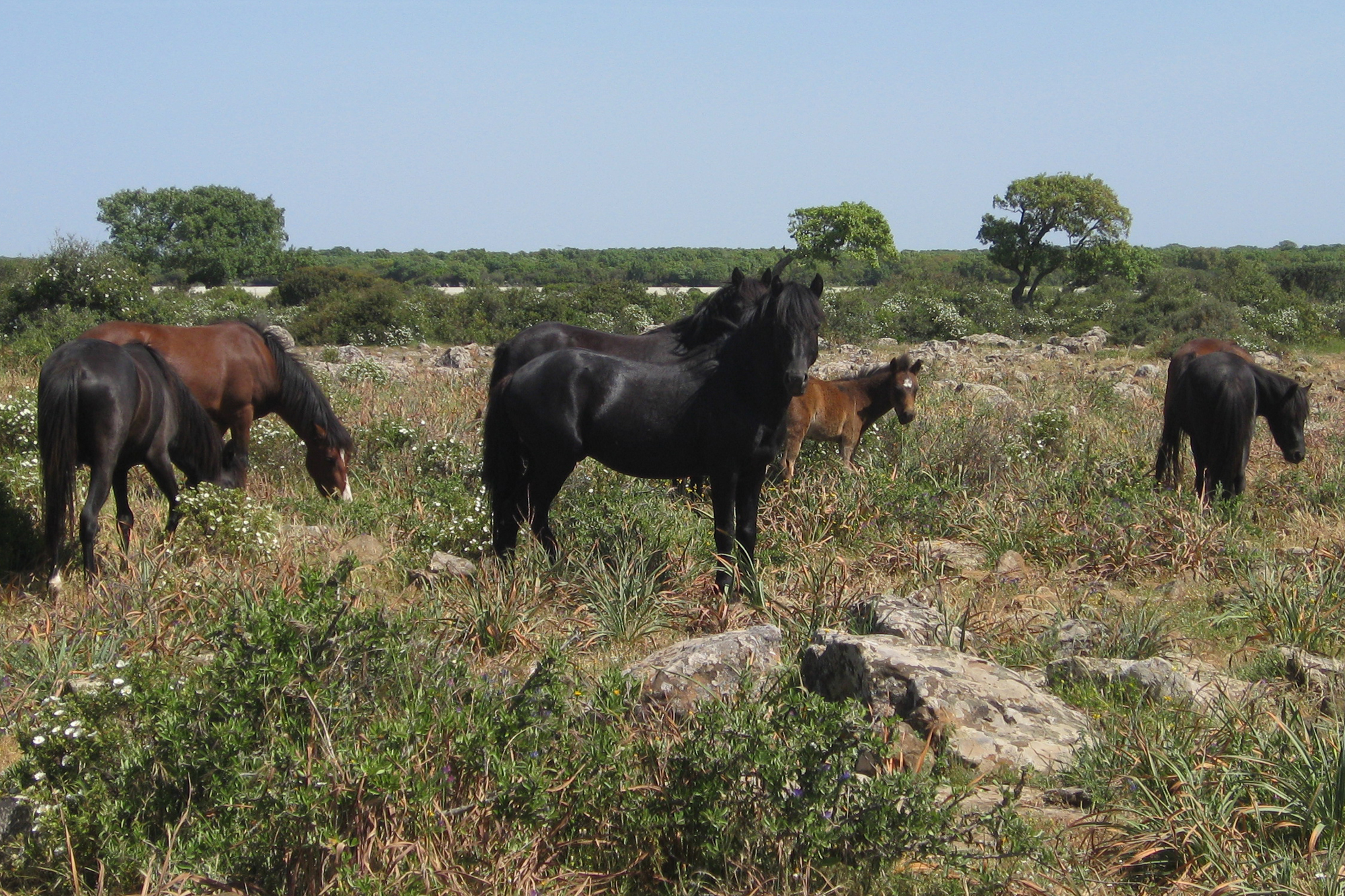
Altopiano della Giara, cavallini al pascolo.

## Morfologia
Hanno un mantello di colore generalmente uniforme baio selvaggio, morello o sauro bruciato. Sono caratterizzati da testa quadrata, con vistoso ciuffo come la criniera e da un collo robusto. 
Il garrese è appena pronunciato, la groppa è corta ed inclinata l'attaccatura della coda è bassa. Gli occhi, leggermente a mandorla. Torace basso e stretto. Gli arti sono sottili. L'altezza media al garrese è di circa 120 cm, non è un pony, ma un cavallo di piccola mole.
I cavallini della Giara sono animali dal carattere indomito e irrequieto.

## Comportamento
I cavallini della Giara vivono in gruppi familiari stabili costituiti da un maschio dominante e da una a otto femmine.  Ogni nucleo ha un proprio territorio che talvolta può parzialmente sovrapporsi con quello di gruppi limitrofi. 
I puledri, non appena raggiunta l'età fertile vengono espulsi dal branco. Lo stallone invece raggiunti i 15 - 20 anni viene soppiantato da uno più giovane e andrà ad unirsi ad un gruppo di soli maschi.

## Protezione
Nonostante la limitata diffusione, il cavallino della Giara non rientra nella lista delle specie protette dalla L.R. 29 luglio 1998, n.23.
Non si considera in via d'estinzione.
Per la loro salvaguardia è intervenuta la Fondazione Brigitte Bardot e il Gruppo d'Intervento Giuridico onlus che ha lanciato una campagna di sostegno permanente.